# Almudévar
Almudévar (Almudebar em aragonês) é um município da Espanha na província de Huesca, comunidade autónoma de Aragão, de área 201,19 km² com população de 2389 habitantes (2007) e densidade populacional de 11,87 hab./km².

## Demografia
| Variação demográfica do município entre 1991 e 2004 | Variação demográfica do município entre 1991 e 2004 | Variação demográfica do município entre 1991 e 2004 | Variação demográfica do município entre 1991 e 2004 |
| --------------------------------------------------- | --------------------------------------------------- | --------------------------------------------------- | --------------------------------------------------- |
| 1991                                                | 1996                                                | 2001                                                | 2004                                                |
| 2435                                                | 2379                                                | 2280                                                | 2377                                                |